# Langon, Ille-et-Vilaine
Langon (baskiska: Landegon) är en kommun i departementet Ille-et-Vilaine i regionen Bretagne i nordvästra Frankrike. Kommunen ligger i kantonen Redon som tillhör arrondissementet Redon. År 2022 hade Langon 1 393 invånare.

## Befolkningsutveckling
Antalet invånare i kommunen Langon
Referens:INSEE